# Richard Frewen Martin
Richard Frewen Martin (* 26. Juli 1918; † 1. September 2006), genannt Dickie Martin, war ein britischer Testpilot.

## Leben
Dickie Martin diente während des Zweiten Weltkrieges als Offizier in der Royal Air Force (RAF) und wurde mit dem Distinguished Flying Cross ausgezeichnet. Nach dem Krieg testete er frühe Prototypen von Strahlflugzeugen und war an der Entwicklung der Hawker Hunter, Supermarine Swift und der De Havilland DH.110 Sea Vixen beteiligt.
Nachdem er 1953 die RAF im Rang eines Wing Commander verlassen hatte, arbeitete er bei Gloster Aircraft Company, wo er in den folgenden Jahren als Chef-Testpilot die Entwicklung der Gloster Javelin leitete. In seiner Karriere absolvierte Martin insgesamt 19.000 Flugstunden in 240 verschiedenen Flugzeugtypen.
1940 und 1941 wurde Martin mit dem Distinguished Flying Cross, 1949 mit dem Air Force Cross, 1963 mit der Queen′s Commendation for Valuable Service in the Air und 1967 als Officer des Order of the British Empire ausgezeichnet. 2003 wurde er zum Ehrenmitglied der Society of Experimental Test Pilots ernannt.
Richard Martin starb am 1. September 2006.

## Kriegsgefangenschaft in Luxemburg
Zu Beginn des Zweiten Weltkrieges, zur Zeit des Sitzkrieges, war Martin in einer Einheit, die zur Unterstützung der französischen Streitkräfte auf der Etain Air Base nahe der Stadt Étain stationiert war. Von dort aus beteiligte er sich am 8. November 1939 an einem Einsatz gegen einen Fernaufklärer der deutschen Luftwaffe. Wegen Problemen an der Sauerstoffanlage musste er die Verfolgung jedoch aufgeben. Da er wegen des Sauerstoffmangels benommen war, flog er kurze Zeit orientierungslos umher und überflog den Süden des damals noch freien und neutralen Luxemburgs. Er entdeckte den Flugplatz der Stadt Esch-sur-Alzette und setzte zur Landung an, da sein Treibstoff ausging und er sich durch den französischen Schriftzug „Aérodrome d'Esch“ in Frankreich wähnte.
Um Deutschland, durch einen Bruch der Neutralität, keinen Vorwand zum Einmarsch zu liefern, blieb den Behörden nichts anderes übrig, als Martin zu verhaften und seine Maschine zu beschlagnahmen. Richard Martin wurde so zum ersten und einzigen Kriegsgefangenen Luxemburgs während des gesamten Krieges.
Martin wurde in Luxemburg Stadt inhaftiert, und um diplomatische Probleme zu vermeiden, sollte er Luxemburg während des gesamten Krieges nicht verlassen. Er gab sein Ehrenwort, nahm dieses aber kurze Zeit später mit der Begründung „My King needs me!“ (Mein König braucht mich!) wieder zurück. Am 26. Dezember 1939 gelang ihm schließlich die Flucht zurück nach Frankreich.